# Dasol
Dasol (Dasol) är en kommun i Filippinerna. Kommunen ligger på ön Luzon, och tillhör provinsen Pangasinan. Folkmängden uppgår till 25 381 invånare.

## Bildgalleri

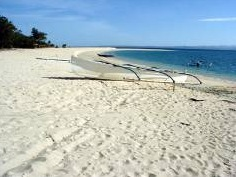
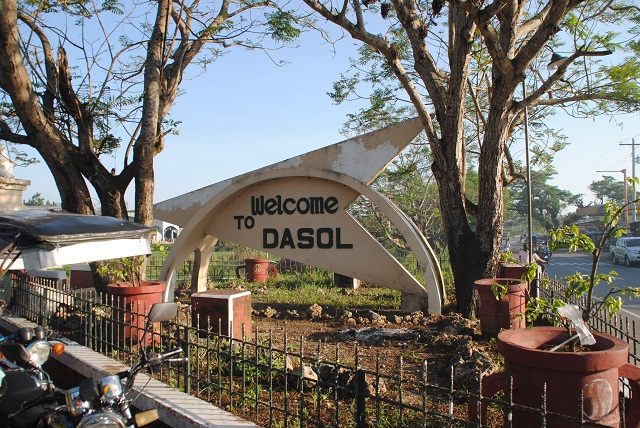
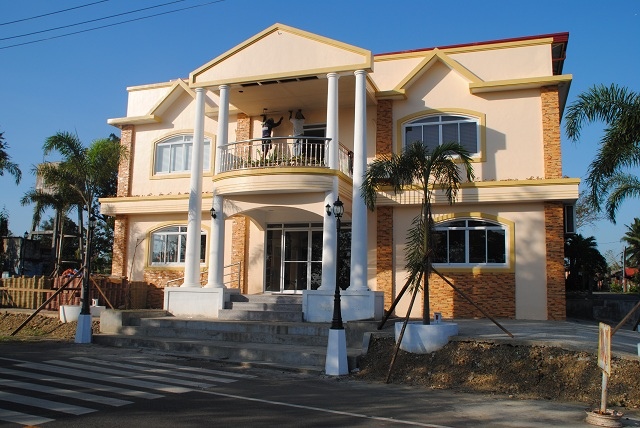
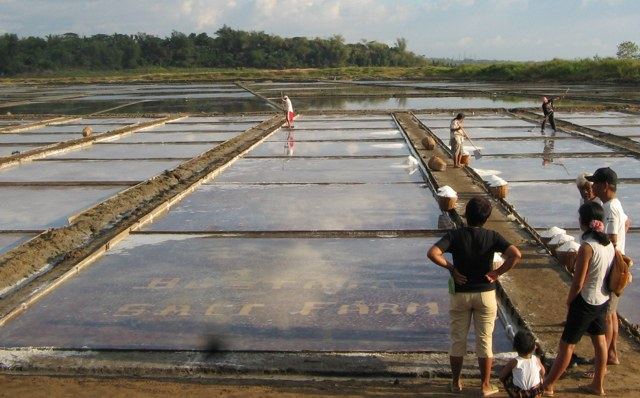

## Barangayer
Dasol är delat i 18 barangayer.
| Barangay    | Populasyon |
| ----------- | ---------- |
| Alilao      | 344        |
| Amalbalan   | 1,637      |
| Bobonot     | 1,190      |
| Eguia       | 2,806      |
| Gais-Guipe  | 2,130      |
| Hermosa     | 1,335      |
| Macalang    | 1,611      |
| Magsaysay   | 644        |
| Malacapas   | 989        |
| Malimpin    | 1,370      |
| Osmeña      | 1,525      |
| Petal       | 1,239      |
| Poblacion   | 3,601      |
| San Vicente | 913        |
| Tambac      | 564        |
| Tambobong   | 1,279      |
| Uli         | 1,585      |
| Viga        | 619        |